# Orval (öl)

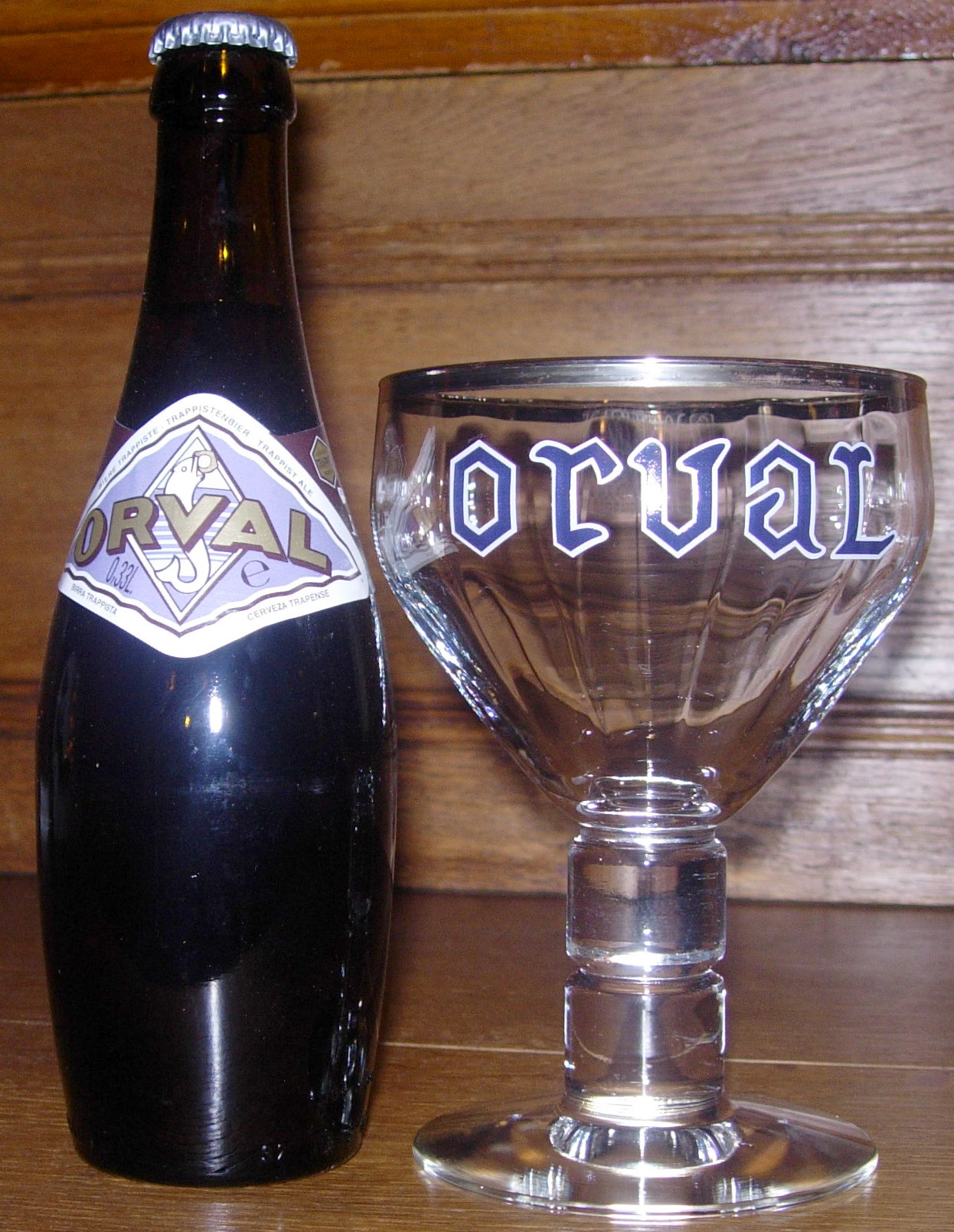
Orvalbutelj och dito glas

Orval är ett trappistöl som bryggs i klostret Abbaye Notre-Dame d'Orval i Orval i Belgien.

## Historia
Bryggeriet är beläget inom klostret och grundades 1931 som ett sätt att finansiera renoveringar. Förtjänsten av produktionen går i linje med klostrets värderingar till socialt arbete och underhåll av byggnaderna.

## Bryggeriet
Under 2011 nådde Orval en produktion av 67 000 hektoliter och säger sig i och med det ha nått sitt tak och kan inte producera mer utan kommer att ligga på ungefär den nivån i fortsättningen. På grund av detta kommer de inte heller att aktivt försöka öka den mängd som går på export utan den delen kommer troligen ligga kvar på under 15% av produktionen även i fortsättningen.

## Ölsortiment
Orvals ölsortiment utgörs av ett enda öl.

### Orval
Ölet är torrhumlat, det vill säga att humlet är tillsatt efter att vörten har kokat, vilket är ovanligt för belgiska ale.
- Alkoholhalt: 6,9 volymprocent
- Smak: Nyanserad, fruktig, aningen kryddig smak med tydlig beska, inslag av aprikos, rågbröd, ljus sirap och apelsinskal.
- Färg: Brungul färg.
- Doft: Nyanserad, fruktig, aning kryddig doft med inslag av aprikos, apelsin, rågbröd och ljus sirap.
- Övrigt: Finns i dagsläget i utvalda butiker samt i beställningssortimentet hos Systembolaget.